# Мобилно сътрудничество
Мобилното сътрудничество е технологичен процес на комуникация с помощта на електронни активи и съпътстващ софтуер, предназначен за използване в отдалечени места. Най-новото поколение ръчни електронни устройства разполагат с възможности за видео, аудио и телестрация (изобразяване на екрана), излъчвани през защитени мрежи, което позволява многостранни конференции в реално време (въпреки че комуникацията в реално време не е строго изискване за мобилно сътрудничество и може да не бъде приложим или практичен вариант в много сценарии за сътрудничество).
За разлика от традиционните видеоконференции, мобилното сътрудничество използва безжични, клетъчни и широколентови технологии, позволяващи ефективно сътрудничество независимо от местоположението. Там, където традиционните видеоконферентни връзки са ограничени до заседателни зали, офиси и лекционни зали, последните технологични постижения разширяват възможностите на видеоконференциите за използване с дискретни, ръчни мобилни устройства, което позволява истински мобилни възможности за сътрудничество.

## Обхват
Обхватът на мобилното сътрудничество взема предвид редица елементи, които продължават да се развиват в своята сложност: видео, аудио и телестрационни възможности, системи за конференции и телеприсъствие, инструменти за сътрудничество, технологии за предаване и мобилност.

## Прогнози
Cisco Systems прогнозира, че „две трети от световния трафик на мобилни данни ще бъде видео до 2015 г.“ Форумът за оперативна съвместимост на обединените комуникации (UCIF), съюз с нестопанска цел на доставчици на технологии, заявява, че „един важен двигател за растежа на UC (унифицирани комуникации) са мобилността и отдалеченият работник. Нито един сегмент не расте по-бързо от мобилните комуникации и практически всеки смарт телефон ще бъде оборудван с видео чат, незабавни съобщения, директория и други UC функции в рамките на няколко години. "

## Въздействие върху индустрията
Към днешна дата използването на технологията за мобилно сътрудничество се простира до толкова разнообразни индустрии като производството, енергетиката, здравеопазването, застраховането, правителството и обществената безопасност. Мобилното сътрудничество позволява на множество потребители на множество места да комбинират синергично своите данни, докато работят за разрешаване на проблеми или проблеми в съвременната сложна работна среда. Това може да стане в реално време с усъвършенствани видео, аудио и телестраторни възможности, сравними със съвместната работа в една и съща стая, но без свързаните с това разходи и престой, които обикновено са свързани с отвеждането на експертите до отдалечени места.

### Производство
Производителите от всякакъв вид използват технологията за мобилно сътрудничество по много начини. Последните тенденции в глобализацията и по-специално аутсорсинга означават, че компаниите трябва да комуникират със служители, доставчици и клиенти по целия свят. Гъвкавостта на ръчните мобилни устройства за сътрудничество позволяват комуникацията в реално време да се осъществява на всяко място, където се проектират, изграждат и проверяват продукти, като например завод за сглобяване на автомобили на континента. Подобрената комуникация чрез мобилно сътрудничество засяга много аспекти на сложното производство, като например поддръжка на производствената линия, управление на веригата за доставки и обслужване на оборудването на място .

### Енергия
Компаниите в енергийния сектор са изправени пред уникални предизвикателства, например поради огромните разстояния между централния офис и отдалечената, сурова среда на морска петролна платформа, както и честата недостатъчност или липса на необходими преносни мрежи. Последните постижения в технологиите за мобилно сътрудничество и предавателните мрежи дават възможност на служителите в тези ситуации да си сътрудничат по сигурен и надежден начин с колеги на хиляди километри. Използването на мобилно сътрудничество в енергийния сектор дава възможност на компаниите да извършват дистанционни проверки, одити на безопасността, поддръжка, ремонт и основен ремонт, както и отстраняване на неизправности в ИТ/комуникационната инфраструктура.

### Здравеопазване
Въпреки че телемедицинската технология се използва от няколко години в сектора на здравеопазването, технологията за мобилно сътрудничество разширява тези възможности до места, които сега са достъпни чрез използването на ръчни устройства, като например отдалечена общност, болнично заведение за дългосрочни грижи и други. Здравните специалисти на различни места могат заедно да разглеждат, обсъждат и оценяват проблемите на пациентите. Използването на мобилна технология за сътрудничество в сектора на здравеопазването има потенциал да подобри качеството и достъпа до грижи, като същевременно направи предоставянето ѝ по-рентабилно.

### Образование
Мобилната технология за сътрудничество може да се използва и за дистанционно обучение. От едно към едно обучение до големи класове, той има много приложения. Домашното обучение може наистина да се възползва от тази технология, тъй като всеки би могъл да участва в лекция от всяка точка на света. Най-полезно е да се записват класове или лекции и да се преглеждат. Интернет училищата, включително висшето образование, със сигурност също ще се възползват от това развитие на мобилното образование. Въпреки че тези методи не се използват широко, те са доста полезни и най-вероятно ще станат широко популярни.

## Франчайз бизнес
Мобилното сътрудничество между франчайзингодателя и франчайзнгополучателя позволява използването на съвременни технологии, за да се позволи по-добър поток на комуникация, подобна на лице в лице, макар и дистанционно чрез видео/гласови медии като смартфони, таблети, iPhone, iPad и др., без да се изисква едната страна да пътува до друго място. Това от своя страна намалява времето и разходите за пътуване, като освен това осигурява по-добри и по-бързи начини на комуникация.
Франчайзингодателите, които имат голям брой франчайзингополучатели, намират този вид сътрудничество за абсолютно задължително.
|  | Тази страница частично или изцяло представлява превод на страницата Mobile collaboration в Уикипедия на английски. Оригиналният текст, както и този превод, са защитени от Лиценза „Криейтив Комънс – Признание – Споделяне на споделеното“, а за съдържание, създадено преди юни 2009 година – от Лиценза за свободна документация на ГНУ. Прегледайте историята на редакциите на оригиналната страница, както и на преводната страница, за да видите списъка на съавторите. ВАЖНО: Този шаблон се отнася единствено до авторските права върху съдържанието на статията. Добавянето му не отменя изискването да се посочват конкретни източници на твърденията, които да бъдат благонадеждни. |